# مقاطع مختارة
مقاطع مختارة أو (نقحرة: كرستوماسي) من الكلمتين اليونانيتين khrestos و تعني مفيد و mathein وتعني أن يعرف، وهي تجميعات مختارة لمقاطع أدبية تستعمل على وجه الخصوص في تعلم لغة أجنبية.
في فقه اللغة أو في دراسة الأدب هي أنثولوجيا تمثل سلسلة من النصوص الأمثولة، مختارة لتوضيح تطور اللغة أو النوع الأدبي.